# Campionato europeo femminile under 19 di pallavolo 1971
Il Campionato europeo femminile under 19 di pallavolo 1971 si è svolto dal 25 al 30 agosto 1971 a Cecina, in Italia. Al torneo hanno partecipato 8 squadre nazionali europee e la vittoria finale è andata per la terza volta consecutiva all'Unione Sovietica.

## Gironi
Dopo la prima fase a gironi, le prime due classificate hanno acceduto al girone per il primo posto, conservando il risultato dello scontro diretto; le ultime due classificate hanno acceduto al girone per il quinto posto, conservando il risultato dello scontro diretto.
| Girone A                                  | Girone B                                    |
| ----------------------------------------- | ------------------------------------------- |
| Germania Ovest Italia Paesi Bassi Polonia | Bulgaria Rep. Ceca Romania Unione Sovietica |

## Classifica finale
| Classifica | Squadre          |
| ---------- | ---------------- |
|            | Unione Sovietica |
|            | Romania          |
|            | Polonia          |
| 4          | Germania Ovest   |
| 5          | Cecoslovacchia   |
| 6          | Bulgaria         |
| 7          | Italia           |
| 8          | Paesi Bassi      |